# Garagouz (marionnette)
Garagouz (en arabe : ڨراڨوز) est le principal acteur du théâtre des ombres chinoises en Algérie.

## Étymologie
Garagouz viendrait de Karagöz (œil noir en turc). Une autre version rattacherait le nom à Karakouch, un ministre de Saladin.

## Histoire
Sur l'origine du théâtre, L'idée n'était pas originale : le théâtre des ombres était connu et populaire en Chine, en Asie du Sud-Est, en Indonésie et en Inde. Il aurait  été importé de Chine et de Java à l'Asie centrale et de l'Inde à la Grèce byzantine. Certains mentionnent même la possibilité que des gitans du nord-ouest de l'Inde aient amené le théâtre d'ombres vers l'ouest. D'autres chercheurs suggèrent que les vraies origines du théâtre d'ombres auraient très probablement été Java, où il s'est propagé vers l'ouest en Inde puis en Égypte. Les Arabes, à l'époque médiévale connaissaient et appréciaient le théâtre des ombres chinoises (Khayal a' 'ddhill). Certains érudits ottomans croient que les deux personnages principaux, Hacivat et Karagöz, étaient de vraies personnes qui vivaient dans cette ville à Bursa pendant le règne du sultan Beyazid Ier (1389-1402). Les deux hommes seraient des travailleurs de la construction qui se querellaient entre eux et plaisantaient à leurs collègues, ce qui retardait l'achèvement de leurs travaux de construction. Donc le sultan les a fait exécuter.
En Algérie Garagouz, dont les spectacles étaient joués dans des Cafés, dans des places publiques ou dans des maisons connaît un grand succès depuis le règne du sultan Ibrahim  jusqu'en 1843 où il est interdit par le gouverneur général.

## Personnages

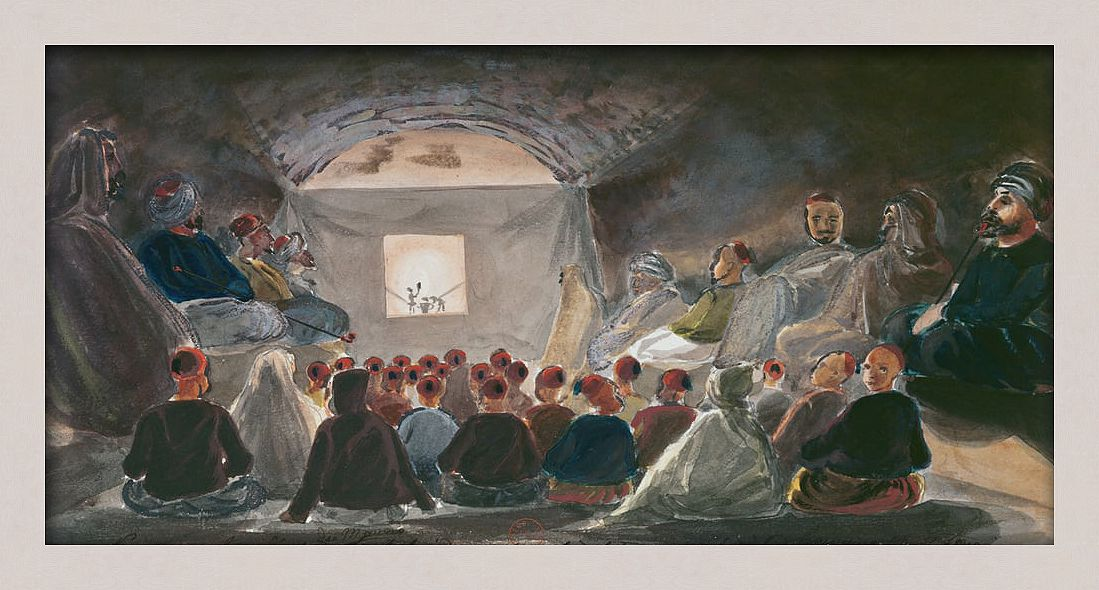
Spectacle avec des marionnettes d'ombre en 1835

Garagouz, le personnage principal, est un homme du peuple, pauvre et analphabète mais néanmoins rusé. Il est mal élevé et vulgaire,  il a son franc-parler et se mêle de tout.
À l'opposé du Garagouz turc (Karagöz) qui est en conflit avec son rival de classe supérieure  Hacivad, en Algérie, Garagouz  est le  plus souvent opposé à Lalla Sounbaya et sa servante. Les  femmes sont généralement représentées comme  des inconstantes, aimant l'argent  et la vie facile et des étourdies, elles se répandent en bavardages absurdes et en jacasseries rusées et sans vergogne
Autour des personnages principaux  gravitent  des gens du quartier : l'opiomane, le bourreau des cœurs qui vit le plus souvent au crochet des femmes, le nain bossu vantard, goinfre avec ses grimaces, ses questions stupides et son défaut de prononciation, le justicier bouffon représentant de l'autorité, basée sur la brutalité et l'arbitraire, le défenseur des opprimés et des malheureux. Des personnages secondaires qui font de brèves apparitions l'imam, le rabbin, le gardien de nuit, les voisins, les musiciens, etc. Des personnes souffrant de handicap : le bègue, le sourd ... Les représentants des communautés, et les étrangers et les provinciaux.

## Déroulement
Les représentations se déroulaient sur des tribunes placées dans des places publiques, des cafés ou dans des maisons (pour des mariages des circoncisions...). Sur le devant de la tribune une toile était tendue éclairée par derrière par une lampe à huile. Un manipulateur (le mouqaddam) pressait contre la toile des marionnettes en cuir, de couleurs vives, hautes d'environ 30 cm qu'il contrôlait à l'aide de baguettes. Le mouqaddam pouvait engager des assistants ou des élèves pour l'aider. Trois ou quatre musiciens (des tambourinaires, un flûtiste, et un joueur de tambour) l'accompagnaient. Garagouz, le personnage principal, ouvrait la représentation en saluant le public, en louant le gouvernement et en annonçant le sujet de la pièce. Le spectacle était composé de courts dialogues, de danses et de scènes comiques basées sur des malentendus linguistiques, de la violence, des coups de théâtre et d'insinuations sexuelles. La représentation utilisait beaucoup d'interaction avec le public et beaucoup d'improvisation. 

## Thèmes
Les pièces se moquaient avec humour des traditions, des coutumes et des mœurs de la population et de l'hypocrisie sociale. Elles dénonçaient les abus contre les représentants de l'autorité, des fonctionnaires de la cour, des riches et des puissants.